# Geltrude Comensoli
Geltrude Caterina Comensoli (18. ledna 1847, Bienno – 18. února 1903, Bergamo) byla italská římskokatolická řeholnice, zakladatelka a členka kongregace Sester od Nejsvětější Svátosti. Katolická církev ji uctívá jako světici.

## Život
Narodila se dne 18. ledna 1847 v obci Bienno jako páté z deseti dětí rodičům Carlovi a Anně Marii Milesi Comensoli. Sedm jejích sourozenců zemřelo v dětském věku. Její otec byl kovářský dělník v místních železárnách, matka pracovala jako švadlena.
Roku 1862 opustila svou rodinu a vstoupila do kláštera kongregace Sester lásky svaté Bartolomei Capitanio a Vincenzy Gerosa, založené sv. Bartolomeou Capitanio a sv. Vincenzou Gerosa v Lovere. Vážně však onemocněla, díky čemuž se musela vrátit domů, aniž by do kongregace vstoupila.
Po uzdravení opustila svou vesnici a kvůli finanční situaci své rodiny a začala se službou v domácnosti, nejprve u faráře v Chiari, poté pracovala pro hraběnku Fé-Vitali.
Na slavnost Božího těla roku 1878 složila se svolením svého zpovědníka soukromý slib čistoty. Současně se svou prací domácí služebné se zabývala křesťanskou výchovou dětí v Capriate San Gervasio. Po smrti svých rodičů se dále připravovala na řeholní život.
Se svoji touhou po řeholním životě se svěřila biskupu z Bergama Pietru Luigimu Speranzovi během jeho návštěvy hraběnky u které sloužila, a ten ji k tomu povzbudil. Začala také uvažovat o založení nové řeholní kongregace, do které by poté vstoupila. Roku 1880 měla možnost hovořit v Římě s papežem Lvem XIII., ten ji také podpořil v úmyslu založení nového řeholního společenství, který by se věnovalo eucharistické adoraci. Papež ji také navrhl, aby se tato kongregace také věnovala vzdělávání mladých dělnic v továrnách, které byly brány jako spodina.
S podporou nového biskupa z Bergama Gaetana Guindaniho a ve spolupráci s knězem sv. Francescem Spinellim založila dne 15. prosince 1882 v Comensoli ženskou řeholní kongregaci. Spolu s několika společnicemi do ní také sama vstoupila a přijala řeholní jméno Geltruda od Nejsvětější svátosti. Kongregace bojovala s finančními problémy, během kterých se rozdělila na dvě samostatné kongregace – Sestry od Nejsvětější Svátosti (za svoji zakladatelku považují sv. Gertrudu Comensoli) a Sestry adorátorky od Nejsvětější svátosti (za svého zakladatele považují sv. Francesca Spinelliho). Po rozdělení se její kongregace přestěhovala do Lodi, kde také spolupracovala s biskupem místní diecéze. Později se její sídlo přestěhovalo do Bergama.
Zemřela dne 18. února 1903 v Bergamu. Dne 9. srpna 1926 byly její ostatky přeneseny ze hřbitova v Bergamu do mateřského domu jí založené kongregace v témže městě.

## Úcta
Její beatifikační proces započal dne 21. listopadu 1939, čímž obdržela titul služebnice Boží. Dne 26. dubna 1961 ji papež sv. Jan XXIII. podepsáním dekretu o jejích hrdinských ctnostech prohlásil za ctihodnou. Dne 13. května 1989 byl uznán první zázrak na její přímluvu, potřebný pro její blahořečení.
Blahořečena pak byla dne 1. října 1989 v bazilice sv. Petra papežem sv. Janem Pavlem II. Dne 15. března 2008 byl uznán druhý zázrak na její přímluvu, potřebný pro její svatořečení. Svatořečena pak byla dne 26. dubna 2009 na Svatopetrském náměstí papežem Benediktem XVI.
Její památka je připomínána 18. února. Bývá zobrazována v řeholním oděvu. Je patronkou údolí Val Camonica a mládeže.